# Jeff Atwood
Jeff Atwood là một nhà phát triển phần mềm, tác giả, blogger và doanh nhân người Mỹ. Ông ấy được biết bởi blog lập trình "Coding Horror" và cũng là nhà sáng lập của trang web hỏi – đáp Stack Overflow và Stack Exchange Network.

## Thời thiên thiếu
Khi còn là thiếu niên, Atwood đã gặp rắc rối với pháp luật khi ông ấy tấn công (hack) hệ thống quản trị Bulletin (bulletin board system).

## Nghề nghiệp
Vào năm 2008, cùng với Joel Spolsky, Atwood sáng lập ra Stack Overflow, đây là một trang web hỏi đáp về lập trình. Trang web nhanh chóng trở nên phổ biến và sau đó là "Sever Fault" cho quản trị hệ thống và "Super User" dành cho những câu hỏi về các thứ liên quan đến máy tính, sau cùng nó trở thành Stack Exchange trong đó bao gồm nhiều website hỏi & trả lời về các chủ đề được quyết định bởi cộng đồng.
Từ 2008 đến 2014, Atwood và Spolsky xuất bản các bản podcast hàng tuần đảm bảo tiến độ của "Stack Exchange" và một loạt các vấn đề phát triển phần mềm.Jeff Atwood cũng là người phát biểu tại Hội nghị kỹ sư phần mềm đại học Canada năm 2008.
Vào tháng 2 năm 2012, Atwwod rời Stack Exchange để ông ấy dành nhiều thời gian hơn cho gia đình.
Atwood được ghi nhận với đề xuất "Atwood's Law" nó là kết luận đến nguyên tắc thiết kế "Rule of least power".Nó nói rằng tất cả các ứng dụng mà có thể viết bằng Javascript cuối cùng cũng sẽ được viết bằng Javascript.
Ngày 5/02/2013, Atwood công bố công ty mới của ông là Civilized Discourse Construction Kit, Inc. Sản phẩm của lực của công ty là một nền mảng mã nguồn mở thế hệ tiếp theo, nền tảng đó được gọi là Discourse. Atwood và những người khác phát triển nó trong sự thất vọng của họ với phần mềm bulletin board hiện tại không có vẻ tiến triển từ 1990.
Ông cũng ra mắt bàn phím cơ học gọi CODE vào năm 2013.

## Tác phẩm xuất bản
- The ASP.NET 2.0 Anthology: 101 Essential Tips, Tricks & Hacks, by Scott Allen, Jeff Atwood, Wyatt Barnett, Jon Galloway and Phil Haack. ISBN 978-0980285819
- Effective Programming: More Than Writing Code. ISBN 9781478300540